# 7913 Parfenov
A 7913 Parfenov (ideiglenes jelöléssel 1978 TU8) a Naprendszer kisbolygóövében található aszteroida. Ljudmila Vasziljevna Zsuravljova fedezte fel 1978. október 9-én.